# マシュー・アップソン
マシュー・ジェームズ・アップソン（Matthew James Upson, 1979年4月18日 - ）は、イングランド・サフォーク州アイ出身の元サッカー選手。元イングランド代表。現在は無所属。ポジションはDF（センターバック）。
ベッドフォードシャー州のルートン・タウンFCでキャリアを開始後、1997年5月に移籍金200万ポンドでプレミアリーグのアーセナルFCと契約した。しかし、アーセナルでは出場機会をなかなか得られず、ハイベリーでの6季は57試合の出場にとどまり、また、ノッティンガム・フォレストFC、クリスタル・パレスFC、レディングFCへと貸し出されていた。
2003年から加入したバーミンガム・シティFCでは定期的に出場機会を得ることに成功し、2006年にチームが降格すると、2007年1月に移籍金750万ポンドでウェストハム・ユナイテッドFCと契約。ルーカス・ニールが退団した次の2009年からは主将を務めた。2010-11シーズンにチームが2部へと降格し、また、自身の契約が満了となったため、今度は2011年8月にストーク・シティFCと2年契約を締結した。2012-13シーズンに2部のブライトン・アンド・ホーヴ・アルビオンFCへの期限付き移籍を経て、2013年に同クラブと1年契約の完全移籍を果たした。

## 経歴

### クラブ

#### ルートン・タウン
サフォーク州ハーティスメアに生まれ、リチャード・ライト、キーロン・ダイアーらと共にイプスウィッチ・タウンFCの下部組織で育ったアップソンは、1994年にルートン・タウンFCの下部組織に入団し、1996年にプロ契約を締結すると、8月31日のロザラム・ユナイテッドFC戦（1-0）で88分にジュリアン・ジェームズ（en）に代わってプロ初出場を飾った。同試合がルートン・タウンで出場した唯一の試合となっている。

#### アーセナル
1997年5月に移籍金200万ポンドでアーセナルFCと契約した。移籍1季目に早速プレミアリーグのタイトルを獲得するも、トニー・アダムス、スティーヴ・ボールド（en）、マーティン・キーオンの既存の守備陣に加え、アップソン自身の負傷によってリーグ戦僅か5試合の出場にとどまり、さらに、1999年12月には前十字靭帯損傷に見舞われた。負傷から復帰後もアーセナルでの出場機会は限られていたものだったため、2000年にノッティンガム・フォレストFC、2001年にクリスタル・パレスFCへ貸し出された。
2001-02シーズンにアーセナルへ復帰後は、ソル・キャンベルやキーオンの控えという位置付け自体は変わらなかったものの、アーセン・ヴェンゲル監督に気に入られて出場機会を増加させ、2002年2月に足を骨折したことで離脱するまでの間にリーグ戦14試合を含め公式戦22試合に出場し、リーグ戦とFAカップの2冠獲得に貢献した。骨折から復帰後の2002年9月2日に3ヶ月の期限付き移籍でレディングFCと契約し、9月10日にフットボールリーグカップのケンブリッジ・ユナイテッドFC戦でプロ初得点を記録した。契約満了によりレディングから復帰するも、キャンベルとコロ・トゥーレの新たなセンターバックコンビが出来上がっていたため、より多くの出場機会を求めたアップソンはクラブからの慰留に耳を貸さず移籍を決意した。

#### バーミンガム
2003年1月に移籍金100万ポンド、インセンティブで最大移籍金300万ポンドでバーミンガム・シティFCと契約以降、スティーブ・ブルース監督の下でレギュラーとしてチームを支えていた。しかし、2006年2月4日の古巣アーセナル戦後に足を負傷させて一定の離脱となると、さらに、4月にアストン・ヴィラFCとのバーミンガム・ダービー前の準備運動中にアキレス腱を断裂させたことでシーズン残りの離脱が決定し、その間に守備の要を失ったチームは2部への降格が決定した。
2006年11月26日のバーンリーFC戦で8ヶ月ぶりにチームへと復帰を果たし、次のプリマス・アーガイルFC戦（3-0）でラディ・ジャイディとコンビを組み先発出場して得点を挙げた。

#### ウェストハム

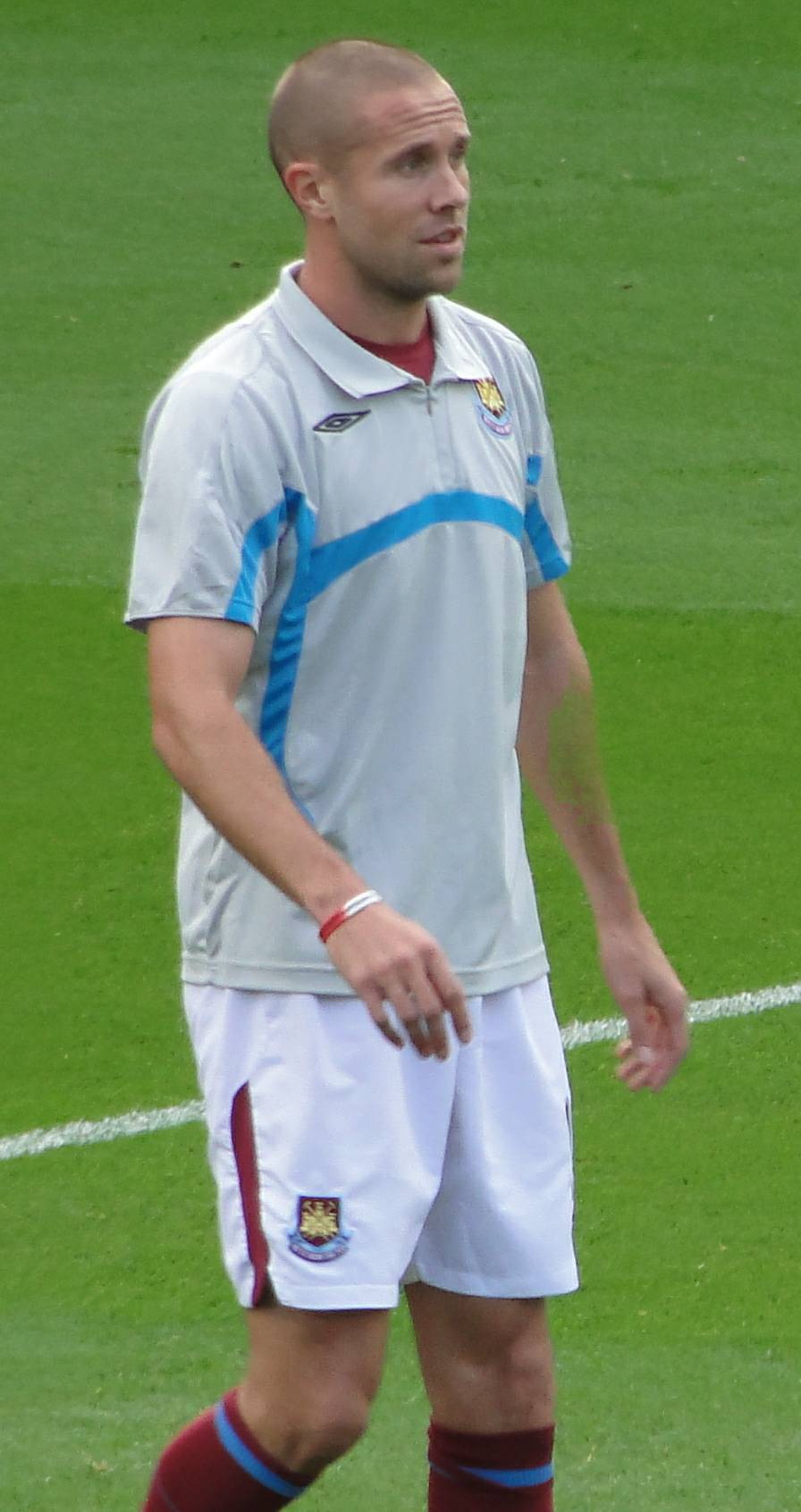
2009年10月にウェストハムで試合前の準備運動をするアップソン

2007年1月18日にウェストハム・ユナイテッドFCから移籍金400万ポンドのオファーをバーミンガムに断られ、数日後の600万ポンドのオファーも再度断られたが、移籍市場最終日に移籍金600万ポンド、インセンティブで最大移籍金750万ポンドでウェストハムと4年半契約を締結した。この移籍に対してバーミンガムのブルース監督は最後まで売却を望んでいなかったものの、クラブのディレクターの意向により同意せざるを得なかったことを後に明かしている。期待を寄せられた移籍した1季目は、初出場を飾ったアストン・ヴィラ戦（0-1）でふくらはぎ痛により30分も経たない内に交代すると、3月のアップトン・パークでのトッテナム・ホットスパーFC戦（3-4）で復帰するも負傷したことで僅か11分の出場にとどまり失望に終わった。
2007年8月にホームでのマンチェスター・シティFC戦で初フル出場を果たすと、1週間後の古巣バーミンガム戦（1-0）で初めて主将を任される等、負傷から回復した2季目は信頼を置かれ、また、アントン・ファーディナンドと鉄壁ともいえるCBコンビを築いて10位でシーズンを終えることに貢献。12月29日のマンチェスター・ユナイテッドFCとのリーグ戦で決勝点にして移籍後初得点を記録している。2008年7月には、それまで着用した背番号6がかつて在籍したボビー・ムーアの功績を讃えて永久欠番となったことで背番号15に変更された。
2009年8月に主将のルーカス・ニールが退団したことに伴って主将の座に就任した2009-10シーズンは、ウルヴァーハンプトン・ワンダラーズFCとの開幕戦、ストーク・シティFC戦、ポーツマスFC戦とで合計3得点を記録。同シーズンは寸前の所で降格を回避することに成功したものの、翌2010-11シーズン終了時に降格が決定したことに加え、自身の契約満了となったため、6月1日にサム・アラダイス新監督から退団することが発表された。

#### ストーク
2011年8月9日にストーク・シティFCと2年契約を締結し、UEFAヨーロッパリーグ 2011-12のFCトゥーン戦で初出場を飾ると、ブリタニア・スタジアムでのトゥーンとの第2戦で初得点を挙げたアップソンは、シーズン当初の期待とは裏腹に既存のセンターバックコンビのライアン・ショークロスとロベルト・フート、そして同夏に新加入したジョナサン・ウッドゲイトの牙城が崩せずに一番下の序列となり苦しんでいた。その一方でUEFAヨーロッパリーグの方では、グループリーグ全試合に出場して32回戦進出に貢献。2月26日のスウォンジ・シティAFC戦でリーグ戦初得点を記録した。
ショークロスが1試合の出場停止になったことで2012年12月29日のサウサンプトンFC戦（3-3）で2012-13シーズン最初のリーグ戦に出場したアップソンは、ストークでの通算2得点目を挙げた。シーズン終了に伴い退団することが発表された。

#### ブライトン
2013年1月31日にストークからブライトン・アンド・ホーヴ・アルビオンFCへ期限付き移籍し、4月20日のブラックプールFC戦で移籍後初得点を記録。7月10日に自由契約で同クラブへ完全移籍を果たした。

#### レスター
2014年5月23日、プレミアリーグに昇格したレスター・シティFCに移籍した。

#### MKドンズ
2015年7月30日にMKドンズと1年契約を結んだ。8月11日に行われ2-1で勝利したフットボールリーグカップのレイトン・オリエントFC戦でデビューしたが、以降は6試合の出場に留まり契約は更新されなかった。

#### 現役引退
2015-16シーズンを最後に、現役を引退した。

### 代表
U-21代表で12試合2得点を記録後、バーミンガム・シティでの活躍から2003年5月22日の南アフリカ戦でリオ・ファーディナンドに代わりイングランドA代表初出場を飾って以降、バーミンガム在籍中に7試合に出場した。2005年9月7日の北アイルランド戦を最後に暫くの間代表から遠ざかっていたが、ファビオ・カペッロ新監督の最初の試合である2008年2月のウェンブリー・スタジアムでのスイス戦に向けて招集され、リオ・ファーディナンドとコンビを組んで先発出場をした。また、ジョン・テリーが負傷したことにより、出場10試合目となったカザフスタン戦で再度先発している。2008年11月19日のドイツとの親善試合（2-1）では代表初得点を挙げ、放映するITVによる最優秀選手に選出された。
2010 FIFAワールドカップの一員に選出されたアップソンは、グループリーグ最初の2試合は起用されなかったものの、レドリー・キングとジェイミー・キャラガーがそれぞれ出場停止と負傷となったため、3試合目のスロベニア戦でFIFAワールドカップ初出場を飾った。続く決勝トーナメント1回戦のドイツ戦でコンビを組むテリーと共に再度先発出場するも、開始20分にミロスラフ・クローゼを捕まえきれずにゴールキックからのボールを直接決められるミスを犯すと、12分後にルーカス・ポドルスキを逃してしまい失点した。その後に自身の得点で1点を返すも、後半に2得点許してしまい敗退となり、同試合を最後に代表での出場は訪れずにいる。なお、この1得点によりスティーヴン・ジェラードとジャーメイン・デフォーに並び、同大会のチーム最多得点者となっている。

### 私生活
800メートル競走のEllie Darbyと付き合っており、息子を1人授かっている。

## 個人成績
| クラブ                                        | シーズン  | リーグ                 | リーグ | リーグ | FAカップ | FAカップ | リーグカップ | リーグカップ | 国際大会 | 国際大会 | その他 | その他 | 合計 | 合計 |
| クラブ                                        | シーズン  | リーグ                 | 出場   | 得点   | 出場     | 得点     | 出場         | 得点         | 出場     | 得点     | 出場   | 得点   | 出場 | 得点 |
| --------------------------------------------- | --------- | ---------------------- | ------ | ------ | -------- | -------- | ------------ | ------------ | -------- | -------- | ------ | ------ | ---- | ---- |
| ルートン・タウン                              | 1995-96   | ディビジョン1          | 0      | 0      | 0        | 0        | 0            | 0            | -        | -        | 1      | 0      | 1    | 0    |
| ルートン・タウン                              | 1996-97   | ディビジョン2          | 1      | 0      | 0        | 0        | 0            | 0            | -        | -        | 0      | 0      | 1    | 0    |
| ルートン・タウン                              | 合計      | 合計                   | 1      | 0      | 0        | 0        | 0            | 0            | -        | -        | 1      | 0      | 2    | 0    |
| アーセナル                                    | 1997-98   | プレミアリーグ         | 5      | 0      | 1        | 0        | 2            | 0            | 0        | 0        | -      | -      | 8    | 0    |
| アーセナル                                    | 1998-99   | プレミアリーグ         | 5      | 0      | 1        | 0        | 2            | 0            | 1        | 0        | 0      | 0      | 9    | 0    |
| アーセナル                                    | 1999-2000 | プレミアリーグ         | 9      | 0      | 0        | 0        | 2            | 0            | 2        | 0        | 0      | 0      | 13   | 0    |
| アーセナル                                    | 2000-01   | プレミアリーグ         | 2      | 0      | 0        | 0        | 1            | 0            | 1        | 0        | -      | -      | 4    | 0    |
| アーセナル                                    | 2001-02   | プレミアリーグ         | 14     | 0      | 1        | 0        | 1            | 0            | 6        | 0        | -      | -      | 22   | 0    |
| アーセナル                                    | 2002-03   | プレミアリーグ         | 0      | 0      | 1        | 0        | -            | -            | -        | -        | 0      | 0      | 1    | 0    |
| アーセナル                                    | 合計      | 合計                   | 35     | 0      | 4        | 0        | 8            | 0            | 10       | 0        | 0      | 0      | 57   | 0    |
| ノッティンガム・フォレスト (loan)             | 2000-01   | ファーストディビジョン | 1      | 0      | -        | -        | -            | -            | -        | -        | -      | -      | 1    | 0    |
| クリスタル・パレス (loan)                     | 2000-01   | ファーストディビジョン | 7      | 0      | -        | -        | -            | -            | -        | -        | -      | -      | 7    | 0    |
| レディング (loan)                             | 2002-03   | ファーストディビジョン | 14     | 0      | -        | -        | 1            | 1            | -        | -        | -      | -      | 15   | 1    |
| バーミンガム・シティ                          | 2002-03   | プレミアリーグ         | 14     | 0      | -        | -        | -            | -            | -        | -        | -      | -      | 14   | 0    |
| バーミンガム・シティ                          | 2003-04   | プレミアリーグ         | 30     | 0      | 2        | 0        | 1            | 0            | -        | -        | -      | -      | 33   | 0    |
| バーミンガム・シティ                          | 2004-05   | プレミアリーグ         | 36     | 2      | 2        | 0        | 2            | 0            | -        | -        | -      | -      | 40   | 2    |
| バーミンガム・シティ                          | 2005-06   | プレミアリーグ         | 24     | 1      | 1        | 0        | 4            | 0            | -        | -        | -      | -      | 29   | 1    |
| バーミンガム・シティ                          | 2006-07   | チャンピオンシップ     | 9      | 2      | 3        | 0        | 0            | 0            | -        | -        | -      | -      | 12   | 2    |
| バーミンガム・シティ                          | 合計      | 合計                   | 113    | 5      | 8        | 0        | 7            | 0            | -        | -        | -      | -      | 128  | 5    |
| ウェストハム・ユナイテッド                    | 2006-07   | プレミアリーグ         | 2      | 0      | -        | -        | -            | -            | -        | -        | -      | -      | 2    | 0    |
| ウェストハム・ユナイテッド                    | 2007-08   | プレミアリーグ         | 29     | 1      | 2        | 0        | 2            | 0            | -        | -        | -      | -      | 33   | 1    |
| ウェストハム・ユナイテッド                    | 2008-09   | プレミアリーグ         | 37     | 0      | 2        | 0        | 2            | 0            | -        | -        | -      | -      | 41   | 0    |
| ウェストハム・ユナイテッド                    | 2009-10   | プレミアリーグ         | 33     | 3      | 1        | 0        | 1            | 0            | -        | -        | -      | -      | 35   | 3    |
| ウェストハム・ユナイテッド                    | 2010-11   | プレミアリーグ         | 30     | 0      | 1        | 0        | 3            | 0            | -        | -        | -      | -      | 34   | 0    |
| ウェストハム・ユナイテッド                    | 合計      | 合計                   | 131    | 4      | 6        | 0        | 8            | 0            | -        | -        | -      | -      | 145  | 4    |
| ストーク・シティ                              | 2011-12   | プレミアリーグ         | 14     | 1      | 2        | 0        | 1            | 0            | 8        | 1        | -      | -      | 25   | 2    |
| ストーク・シティ                              | 2012-13   | プレミアリーグ         | 1      | 1      | 0        | 0        | 1            | 0            | -        | -        | -      | -      | 2    | 1    |
| ストーク・シティ                              | 合計      | 合計                   | 15     | 2      | 2        | 0        | 2            | 0            | 8        | 1        | -      | -      | 27   | 3    |
| ブライトン・アンド・ホーヴ・アルビオン (loan) | 2012-13   | チャンピオンシップ     | 18     | 1      | -        | -        | -            | -            | -        | -        | 2      | 0      | 20   | 1    |
| ブライトン・アンド・ホーヴ・アルビオン        | 2013-14   | チャンピオンシップ     | 43     | 2      | 3        | 0        | 0            | 0            | -        | -        | 1      | 0      | 47   | 2    |
| ブライトン・アンド・ホーヴ・アルビオン        | 合計      | 合計                   | 61     | 3      | 3        | 0        | 0            | 0            | -        | -        | 3      | 0      | 67   | 3    |
| レスター・シティ                              | 2014-15   | プレミアリーグ         | 5      | 0      | 1        | 0        | 0            | 0            | -        | -        | -      | -      | 6    | 0    |
| ミルトン・キーンズ・ドンズ                    | 2015-16   | チャンピオンシップ     | 3      | 0      | 2        | 0        | 2            | 0            | -        | -        | -      | -      | 7    | 0    |
| 通算                                          | 通算      | 通算                   | 386    | 14     | 26       | 0        | 28           | 1            | 18       | 1        | 4      | 0      | 462  | 16   |

## 代表歴

### 出場大会
- イングランド代表
  - 2010 FIFAワールドカップ

### 試合数
- 国際Aマッチ 21試合 2得点（2003年-2010年）[46]

| イングランド代表 | 国際Aマッチ | 国際Aマッチ |
| 年               | 出場        | 得点        |
| ---------------- | ----------- | ----------- |
| 2003             | 6           | 0           |
| 2004             | 1           | 0           |
| 2005             | 0           | 0           |
| 2006             | 0           | 0           |
| 2007             | 0           | 0           |
| 2008             | 5           | 1           |
| 2009             | 6           | 0           |
| 2010             | 3           | 1           |
| 通算             | 21          | 2           |